# Frankenstraße 3 (Stralsund)
Das Haus mit der postalischen Adresse Frankenstraße 3 ist ein unter Denkmalschutz stehendes Gebäude in der Frankenstraße in Stralsund.

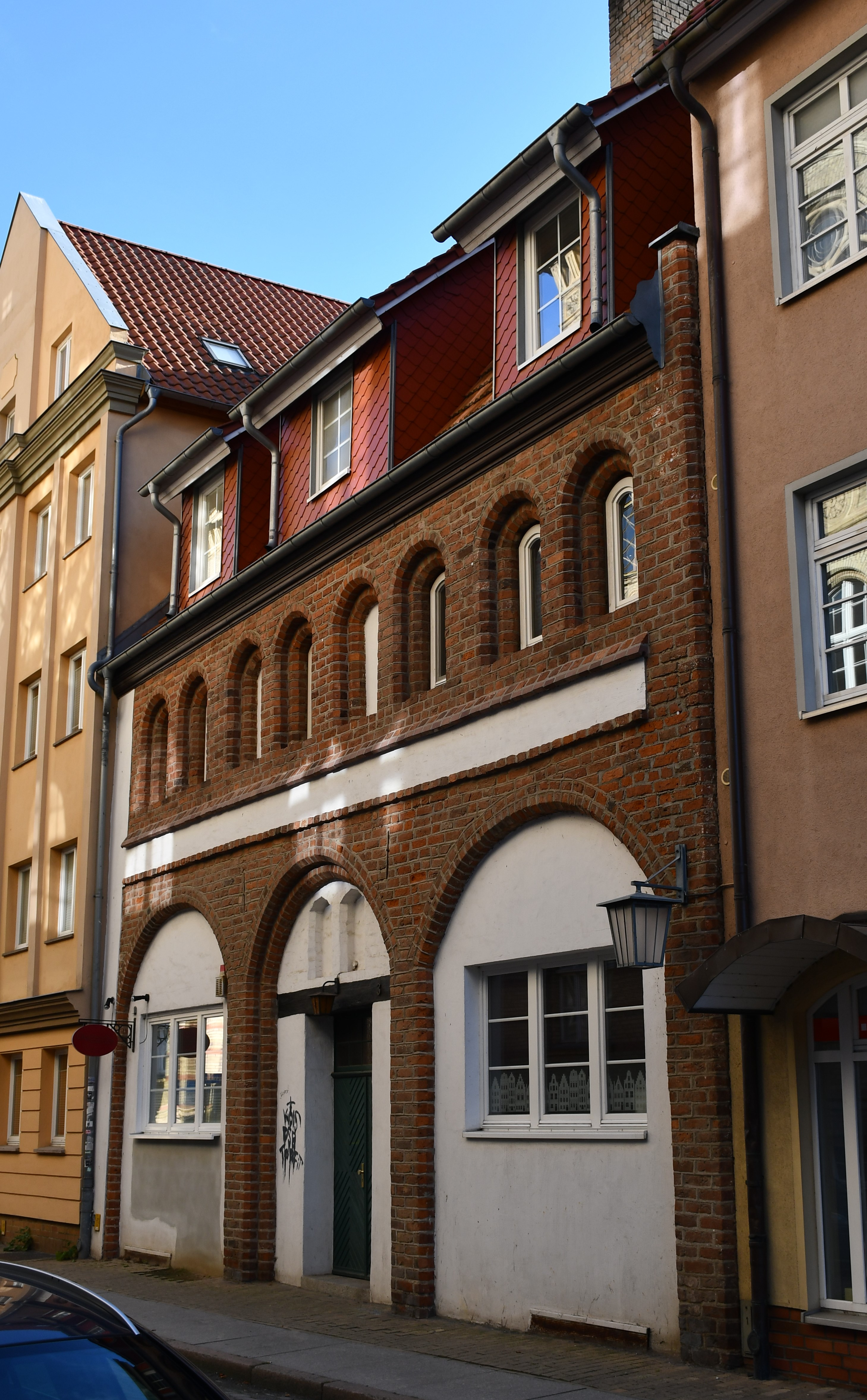
Das Haus Frankenstraße 3 Stralsund (2023)

Das zweigeschossige, aus Backstein errichtete Haus wurde im Mittelalter als Traufenhaus errichtet und in den Jahren 1986 bis 1989 stark erneuert.
Das Erdgeschoss weist drei große, rundbogige und weiß verputzte Blendarkaden auf, deren mittlere die Haustür enthält. Über einem weiß verputzten Querstreifen befinden sich im Obergeschoss acht rundbogige Luken, die zum Teil Fenster aufweisen. Das Dachgeschoss ist ausgebaut. Zur Hofseite weist das Haus segmentbogige Blendarkaden auf.
Das Haus liegt im Kerngebiet des von der UNESCO als Weltkulturerbe anerkannten Stadtgebietes des Kulturgutes „Historische Altstädte Stralsund und Wismar“. In die Liste der Baudenkmale in Stralsund aus dem Jahr 1997 ist es mit der Nummer 215 eingetragen.